# Nérondes
Nérondes is een gemeente in het Franse departement Cher (regio Centre-Val de Loire). De plaats maakt deel uit van het arrondissement Saint-Amand-Montrond. Nérondes telde op 1 januari 2022 1.412 inwoners.

## Geografie
De oppervlakte van Nérondes bedroeg op 1 januari 2022 34 vierkante kilometer; de bevolkingsdichtheid was toen 41,5 inwoners per km².
De onderstaande kaart toont de ligging van Nérondes met de belangrijkste infrastructuur en aangrenzende gemeenten.

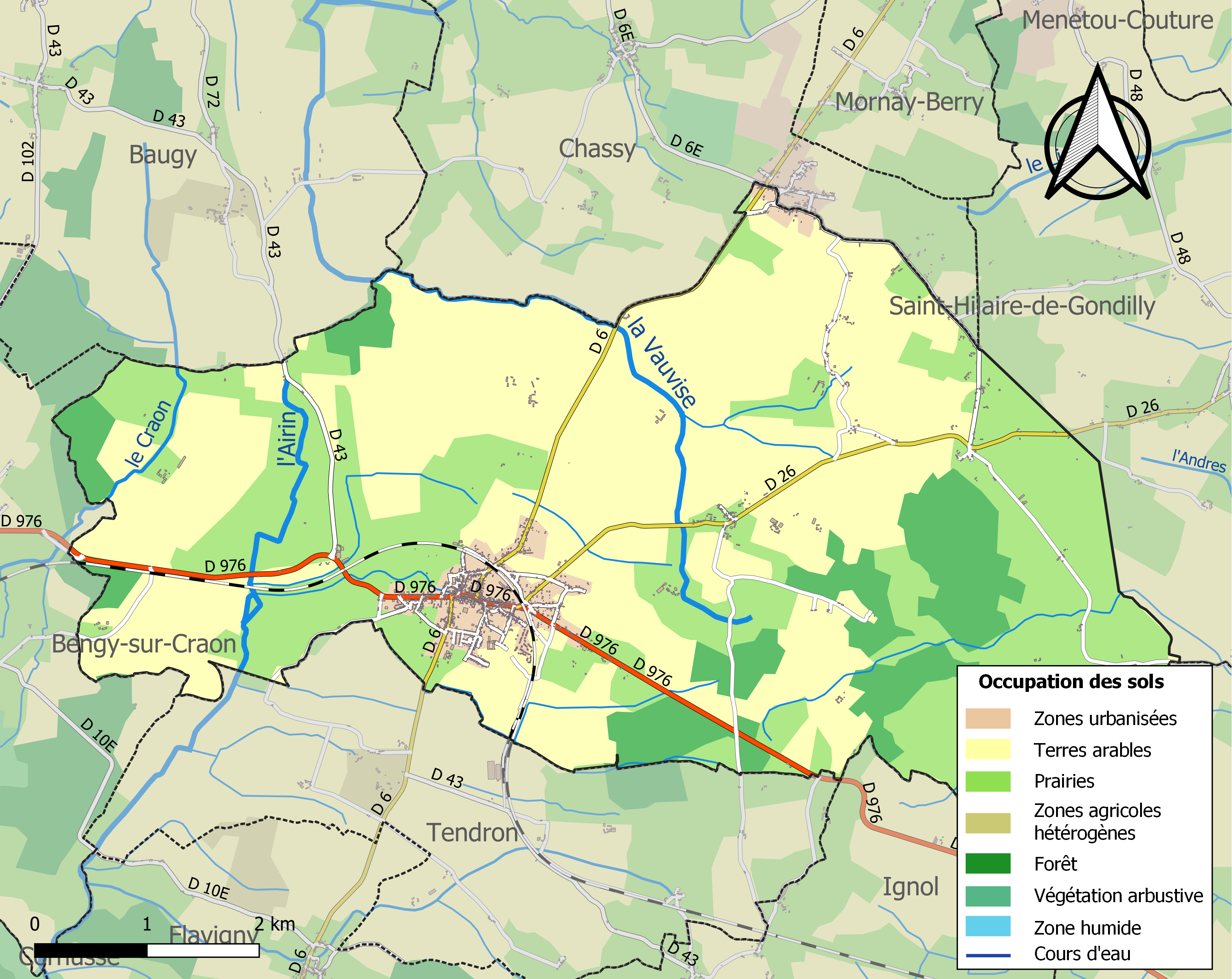

## Verkeer en vervoer
In de gemeente ligt spoorwegstation Nérondes.

## Demografie
Onderstaande figuur toont het verloop van het inwonertal (bron: INSEE-tellingen).